# Heliosia micra
Heliosia micra är en fjärilsart som beskrevs av George Francis Hampson 1903. Heliosia micra ingår i släktet Heliosia och familjen björnspinnare. Inga underarter finns listade i Catalogue of Life.